# Aloe brunneodentata
Aloe brunneodentata ist eine Pflanzenart der Gattung der Aloen in der Unterfamilie der Affodillgewächse (Asphodeloideae). Das Artepitheton brunneodentata leitet sich von den lateinischen Worten brevis für ‚brunneus‘ sowie dentatus für ‚gezähnt‘ ab und verweist auf braunen Randzähne an den Laubblättern.

## Beschreibung

### Vegetative Merkmale
Aloe brunneodentata wächst stammlos und einzeln. Die Laubblätter bilden dichte Rosetten. Die hell bläulich grüne Blattspreite ist 28 bis 35 Zentimeter lang und 7 Zentimeter breit. Die braunen Zähne am Blattrand sind kurz. Der Blattsaft ist bräunlich gelb.

### Blütenstände und Blüten
Der Blütenstand ist einfach oder besteht aus einem Zweig. Er erreicht eine Länge von etwa 60 Zentimeter. Die lockeren Trauben sind zylindrisch. Die Brakteen weisen eine Länge von 12 bis 15 Millimeter auf und sind 4 bis 6 Millimeter breit. Die rötlichen, flaumigen Blüten sind 24 bis 26 Millimeter (selten bis 35 Millimeter) lang und an ihrer Basis gerundet. Auf Höhe des Fruchtknotens sind die Blüten nicht verengt. Ihre äußeren Perigonblätter sind auf einer Länge von etwa 11 Millimetern nicht miteinander verwachsen. Die Staubblätter und der Griffel ragen nicht aus der Blüte heraus.

## Systematik und Verbreitung
Aloe brunneodentata ist in Saudi-Arabien in der Provinz Asir zwischen Abha und Nadschran auf Granit in Höhen von etwa 1800 Metern verbreitet. Die Art ist nur vom Typusfundort bekannt.
Die Erstbeschreibung durch John Jacob Lavranos und Iris Sheila Collenette wurde im Jahr 2000 veröffentlicht.

## Nachweise